# Guido Knycz
Guido Knycz (ur. 20 grudnia 1965 roku w Trydencie) – włoski kierowca wyścigowy.

## Kariera
Knycz rozpoczął karierę w wyścigach samochodowych w 1989 roku od startów w Formule Alfa Boxer, gdzie dwukrotnie stawał na podium. Z dorobkiem dwudziestu punktów uplasował się na szóstej pozycji w klasyfikacji generalnej. W późniejszych latach pojawiał się także w stawce Włoskiej Formuły 3, Brytyjskiej Formuły 2, Formuły 3000, International Sports Racing Series oraz Sports Racing World Cup.
W Formule 3000 Włoch startował w latach 1992-1993. Jednak w żadnym z dziewięciu wyścigów, w których wystartował, nie zdołał zdobyć punktów.